# إليانور كاتون
إليانور كاتون (بالإنجليزية: Eleanor Catton) ولدت (24 سبتمبر 1985) كاتبة نيوزيلندية، فازت بجائزة بوكر الأدبية في دورتها عام 2013 [الإنجليزية] عن روايتها الثانية اللامعون [الإنجليزية] وبذلك أصبحت أصغر فائزة وروايتها ذات 832 صفحة هي أطول رواية فازت بهذه الجائزة.

## روابط خارجية
- إليانور كاتون على موقع IMDb (الإنجليزية)
- إليانور كاتون على موقع مونزينجر (الألمانية)
- إليانور كاتون على موقع قاعدة بيانات الفيلم (الإنجليزية)